# Lepsiella scobina
Lepsiella scobina är en snäckart som först beskrevs av Jean René Constant Quoy och Joseph Paul Gaimard 1833.  Lepsiella scobina ingår i släktet Lepsiella och familjen purpursnäckor. Inga underarter finns listade i Catalogue of Life.